# انسان در برابر غذا
انسان در برابر غذا (به انگلیسی: Man v. Food) یک مجموعهٔ تلویزیونی که توسط شبکه تلویزیونی تراول ساخته شده‌و مجری برنامه آدام ریچمن است. این مجموعه در طول هفته در زمان‌های مختلف پخش شده است. در این مجموعه ریچمن با گذر از سرتاسر آمریکا به دنبال فرهنگ منحصر به فرد غذا در شهرهای مختلف است.